# 豆角
豆角（英語：green bean, snap bean, string bean）是对食用豆荚的豆科蔬菜的通称，常见的有菜豆、荷包豆、豇豆、扁豆等。软荚豌豆（荷兰豆和甜脆豆）虽然也食用豆荚，但一般不称作豆角。

## 物种
- 菜豆属（[Phaseolus] 错误：{{Langx}}：文本有斜体标记（帮助））
  - 菜豆（[P. vulgaris] 错误：{{Langx}}：文本有斜体标记（帮助））：即短豆角、四季豆。
  - 荷包豆（[P. coccineus] 错误：{{Langx}}：文本有斜体标记（帮助））
- 豇豆属（[Vigna] 错误：{{Langx}}：文本有斜体标记（帮助））
  - 豇豆（[V. unguiculata] 错误：{{Langx}}：文本有斜体标记（帮助））：即长豆角、菜豆仔。
- 扁豆属（[Lablab] 错误：{{Langx}}：文本有斜体标记（帮助））
  - 扁豆（[L. purpureus] 错误：{{Langx}}：文本有斜体标记（帮助））
- 刀豆属（[Canavalia] 错误：{{Langx}}：文本有斜体标记（帮助））

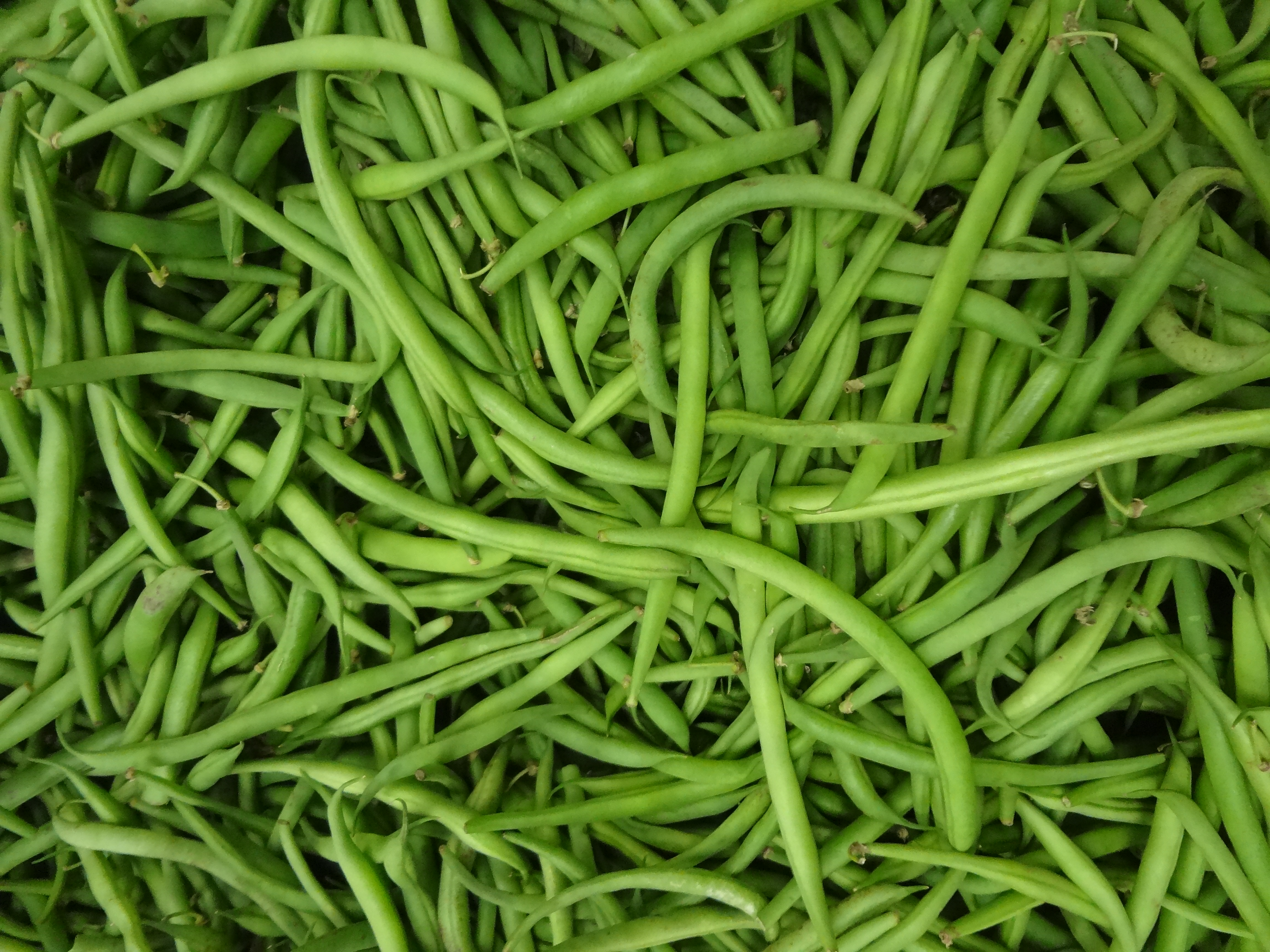
菜豆
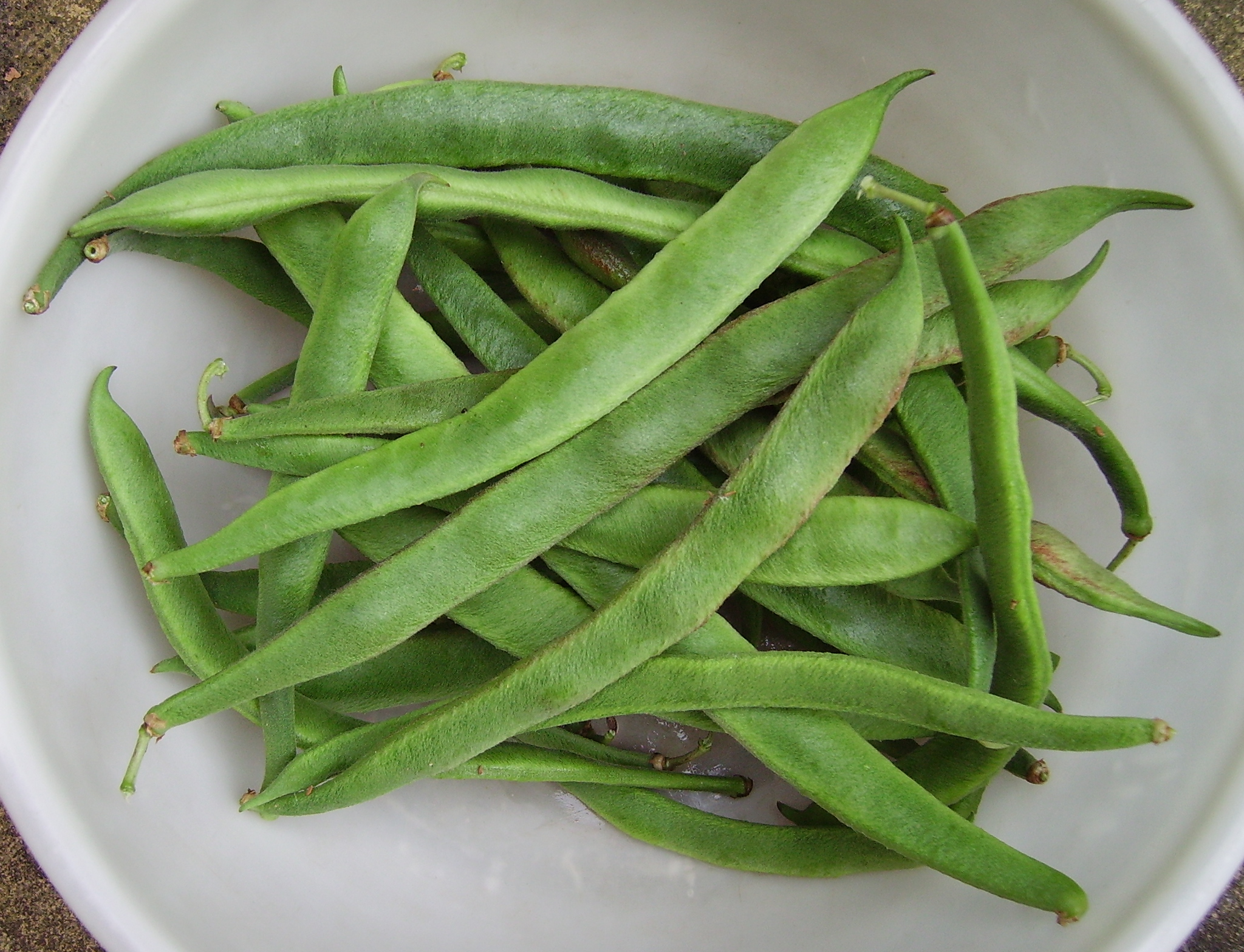
荷包豆
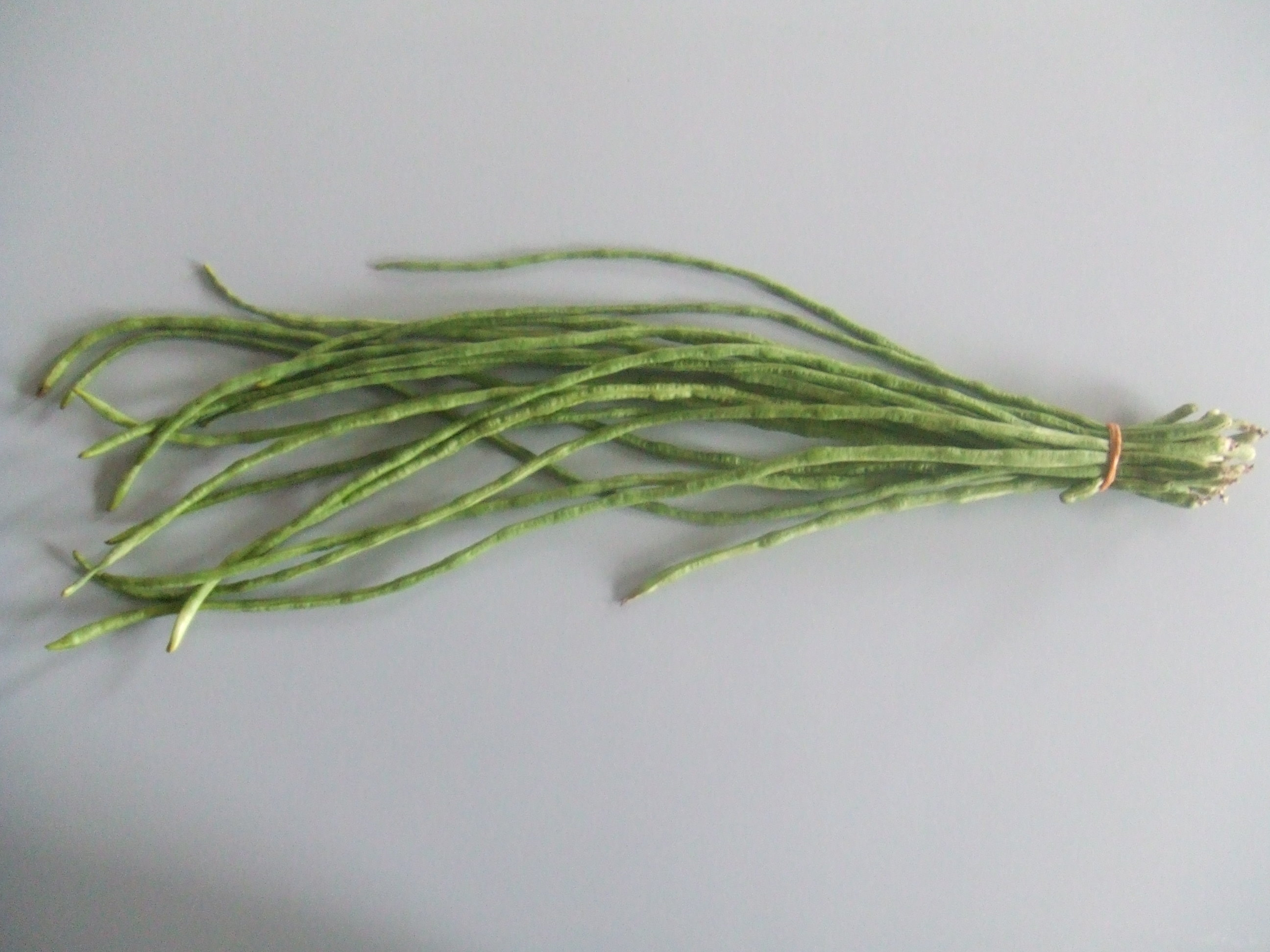
豇豆
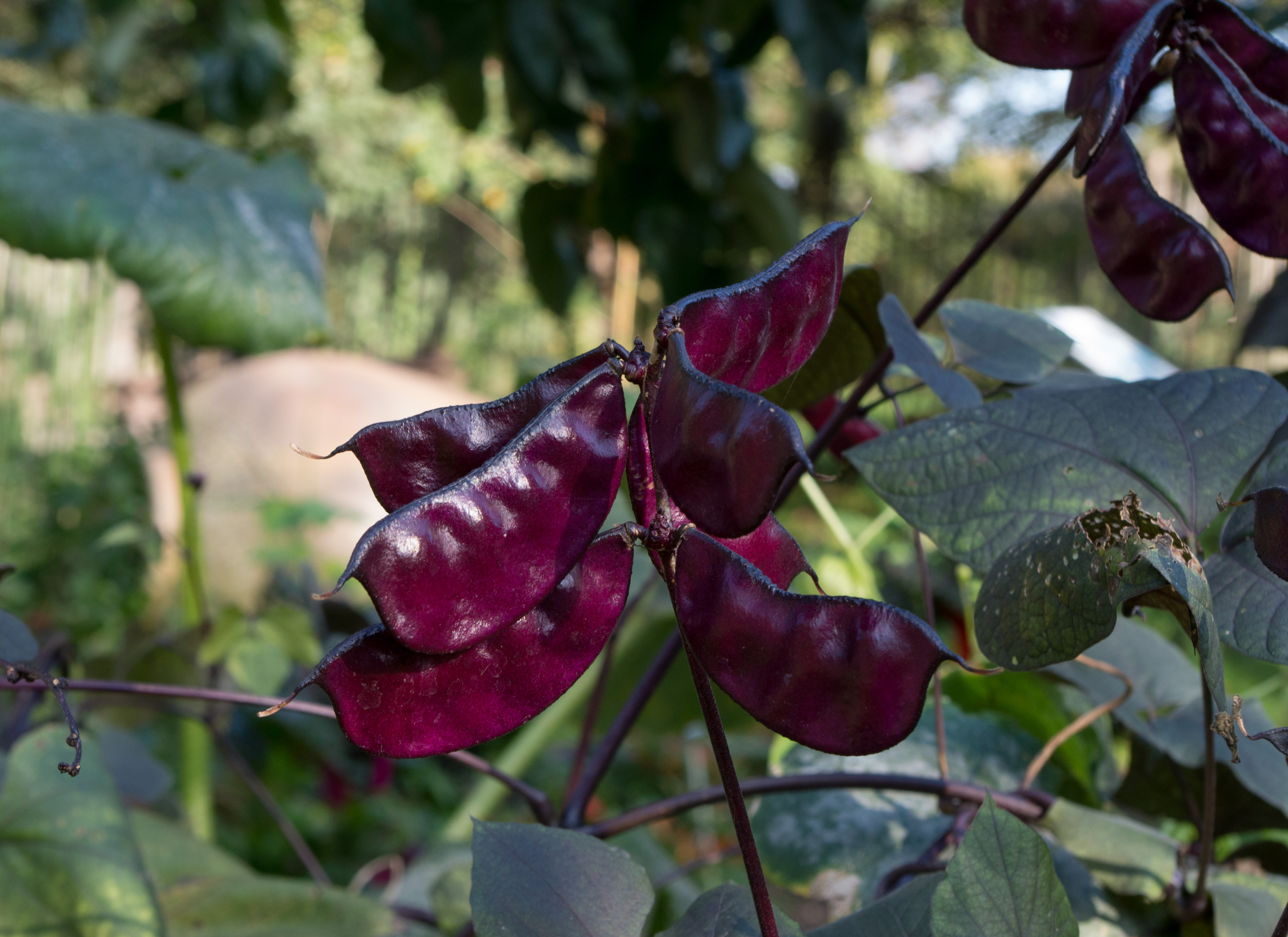
扁豆

## 毒性
- 部分豆角（如四季豆）含皂苷和血球凝集素，可引致食物中毒。中毒症狀出現頭暈、頭痛、嘔吐、腹痛、手腳麻木、心慌等病症。 [1][2]
- 食用各类豆角需在100 °C（212 °F）烹煮較長時間以去除植物毒素，否則食入將造成生理不適。而与普通豆角不同的是，软荚豌豆可以生食。[3]